# Internazionali d'Italia 2024
Gli Internazionali d'Italia 2024, ufficialmente Internazionali BNL d'Italia per motivi di sponsorizzazione, sono stati un torneo di tennis giocato sulla terra rossa. È stata l'81ª edizione degli Internazionali d'Italia, facente parte della categoria ATP Tour Masters 1000 nell'ambito dell'ATP Tour 2024 e della categoria WTA 1000 nell'ambito del WTA Tour 2024. Sia il torneo maschile sia quello femminile si sono giocati al Foro Italico di Roma, in Italia, dall'8 al 19 maggio 2024.

## Partecipanti ATP singolare

### Teste di serie
| Nazionalità | Giocatore                   | Ranking* | Testa di serie |
| ----------- | --------------------------- | -------- | -------------- |
| Serbia      | Novak Đoković               | 1        | 1              |
|             | Daniil Medvedev             | 4        | 2              |
| Germania    | Alexander Zverev            | 5        | 3              |
|             | Andrej Rublëv               | 6        | 4              |
| Norvegia    | Casper Ruud                 | 7        | 5              |
| Grecia      | Stefanos Tsitsipas          | 8        | 6              |
| Polonia     | Hubert Hurkacz              | 9        | 7              |
| Bulgaria    | Grigor Dimitrov             | 10       | 8              |
| Australia   | Alex de Minaur              | 11       | 9              |
| Danimarca   | Holger Rune                 | 12       | 10             |
| Stati Uniti | Taylor Fritz                | 13       | 11             |
| Stati Uniti | Ben Shelton                 | 14       | 12             |
| Francia     | Ugo Humbert                 | 15       | 13             |
| Stati Uniti | Tommy Paul                  | 16       | 14             |
| Kazakistan  | Aleksandr Bublik            | 17       | 15             |
|             | Karen Chačanov              | 18       | 16             |
| Argentina   | Sebastián Báez              | 19       | 17             |
| Canada      | Félix Auger-Aliassime       | 20       | 18             |
| Francia     | Adrian Mannarino            | 21       | 19             |
| Argentina   | Francisco Cerúndolo         | 22       | 20             |
| Cile        | Nicolás Jarry               | 24       | 21             |
| Stati Uniti | Frances Tiafoe              | 25       | 22             |
| Paesi Bassi | Tallon Griekspoor           | 26       | 23             |
| Stati Uniti | Sebastian Korda             | 27       | 24             |
| Argentina   | Tomás Martín Etcheverry     | 28       | 25             |
| Italia      | Lorenzo Musetti             | 29       | 26             |
| Regno Unito | Cameron Norrie              | 30       | 27             |
| Argentina   | Mariano Navone              | 31       | 28             |
| Cile        | Alejandro Tabilo            | 32       | 29             |
| Spagna      | Alejandro Davidovich Fokina | 33       | 30             |
| Francia     | Arthur Fils                 | 34       | 31             |
| Australia   | Jordan Thompson             | 35       | 32             |

* Ranking al 6 maggio 2024.

### Altri partecipanti
I seguenti giocatori hanno ricevuto una wildcard per il tabellone principale:
- Fabio Fognini
- Matteo Gigante
- Stefano Napolitano
- Andrea Vavassori
- Giulio Zeppieri

I seguenti giocatori sono entrati in tabellone con il ranking protetto:
- Rafael Nadal
- Denis Shapovalov

I seguenti giocatori sono entrati nel tabellone principale passando dalle qualificazioni:

- Brandon Nakashima
- Nicolas Moreno de Alboran
- Alexandre Müller
- Thiago Monteiro
- Diego Schwartzman
- Térence Atmane
- Grégoire Barrère
- Francesco Passaro
- Maximilian Marterer
- Hamad Međedović
- Zizou Bergs
- Botic van de Zandschulp

I seguenti giocatori sono entrati in tabellone come lucky loser:
- Corentin Moutet
- Jeffrey John Wolf
- Shang Juncheng
- Harold Mayot

### Ritiri
Prima del torneo
- Carlos Alcaraz → sostituito da  Rinky Hijikata
- Arthur Cazaux → sostituito da  Corentin Moutet
- Facundo Díaz Acosta → sostituito da  Mackenzie McDonald
- Laslo Đere → sostituito da  Daniel Elahi Galán
- Ugo Humbert → sostituito da  Shang Juncheng
- Jiří Lehečka → sostituito da  Jeffrey John Wolf
- Tomáš Macháč → sostituito da  Harold Mayot
- Andy Murray → sostituito da  Pedro Cachín
- Jannik Sinner → sostituito da  Arthur Rinderknech

## Partecipanti ATP doppio

### Teste di serie
| Nazionalità | Giocatore         | Nazionalità | Giocatore              | Ranking* | Teste di serie |
| ----------- | ----------------- | ----------- | ---------------------- | -------- | -------------- |
| Spagna      | Marcel Granollers | Argentina   | Horacio Zeballos       | 2        | 1              |
| India       | Rohan Bopanna     | Australia   | Matthew Ebden          | 7        | 2              |
| Stati Uniti | Rajeev Ram        | Regno Unito | Joe Salisbury          | 11       | 3              |
| Stati Uniti | Austin Krajicek   | Regno Unito | Neal Skupski           | 19       | 4              |
| Messico     | Santiago González | Francia     | Édouard Roger-Vasselin | 23       | 5              |
| Germania    | Kevin Krawietz    | Germania    | Tim Pütz               | 26       | 6              |
| Paesi Bassi | Wesley Koolhof    | Croazia     | Nikola Mektić          | 32       | 7              |
| Monaco      | Hugo Nys          | Polonia     | Jan Zieliński          | 33       | 8              |

* Ranking al 6 maggio 2024.

### Altri partecipanti
Le seguenti coppie di giocatori hanno ricevuto una wildcard per il tabellone principale:
- Matteo Arnaldi /  Francesco Passaro
- Jacopo Bilardo /  Giorgio Ricca
- Flavio Cobolli /  Lorenzo Musetti

Le seguenti coppie di giocatori sono entrate in tabellone come alternate:
- Sebastián Báez /  Thiago Seyboth Wild
- Christopher Eubanks /  John Peers
- Harri Heliövaara /  Henry Patten
- Cristian Rodríguez /  John-Patrick Smith

### Ritiri
Prima del torneo
- Flavio Cobolli /  Lorenzo Musetti → sostituiti da  Christopher Eubanks /  John Peers
- Alejandro Davidovich Fokina /  Arthur Fils → sostituiti da  Harri Heliövaara /  Henry Patten
- Sadio Doumbia /  Fabien Reboul → sostituiti da  Cristian Rodríguez /  John-Patrick Smith
- Máximo González /  Andrés Molteni → sostituiti da  Rafael Matos /  Andrés Molteni
- Daniil Medvedev /  Roman Safiullin → sostituiti da  Sebastián Báez /  Thiago Seyboth Wild

## Partecipanti singolare WTA

### Teste di serie
| Nazionalità | Giocatrice               | Ranking* | Testa di serie |
| ----------- | ------------------------ | -------- | -------------- |
| Polonia     | Iga Świątek              | 1        | 1              |
|             | Aryna Sabalenka          | 2        | 2              |
| Stati Uniti | Coco Gauff               | 3        | 3              |
| Kazakistan  | Elena Rybakina           | 4        | 4              |
| Grecia      | Maria Sakkarī            | 8        | 5              |
| Rep. Ceca   | Markéta Vondroušová      | 6        | 6              |
| Cina        | Zheng Qinwen             | 7        | 7              |
| Tunisia     | Ons Jabeur               | 9        | 8              |
| Lettonia    | Jeļena Ostapenko         | 10       | 9              |
|             | Dar'ja Kasatkina         | 11       | 10             |
| Italia      | Jasmine Paolini          | 12       | 11             |
| Brasile     | Beatriz Haddad Maia      | 13       | 12             |
| Stati Uniti | Danielle Collins         | 15       | 13             |
|             | Ekaterina Aleksandrova   | 18       | 14             |
|             | Ljudmila Samsonova       | 17       | 15             |
| Ucraina     | Elina Svitolina          | 19       | 16             |
|             | Veronika Kudermetova     | 25       | 17             |
| Stati Uniti | Madison Keys             | 16       | 18             |
| Ucraina     | Marta Kostjuk            | 20       | 19             |
|             | Anastasija Pavljučenkova | 21       | 20             |
| Stati Uniti | Emma Navarro             | 22       | 21             |
| Francia     | Caroline Garcia          | 23       | 22             |
|             | Anna Kalinskaja          | 26       | 23             |
|             | Viktoryja Azaranka       | 24       | 24             |
| Rep. Ceca   | Barbora Krejčíková       | 27       | 25             |
| Regno Unito | Katie Boulter            | 28       | 26             |
| Belgio      | Elise Mertens            | 30       | 27             |
| Romania     | Sorana Cîrstea           | 32       | 28             |
| Rep. Ceca   | Linda Nosková            | 29       | 29             |
| Ucraina     | Anhelina Kalinina        | 31       | 30             |
| Stati Uniti | Sloane Stephens          | 35       | 31             |
| Ucraina     | Dajana Jastrems'ka       | 33       | 32             |

* Ranking al 6 maggio 2024.

### Altre partecipanti
Le seguenti giocatrici hanno ricevuto una wild card per il tabellone principale:
- Nuria Brancaccio
- Federica Di Sarra
- Sara Errani
- Vittoria Paganetti
- Giorgia Pedone
- Lisa Pigato
- Lucrezia Stefanini
- Martina Trevisan

Le seguenti giocatrici sono entrate in tabellone con il ranking protetto:
- Amanda Anisimova
- Paula Badosa
- Irina-Camelia Begu
- Lauren Davis
- Angelique Kerber
- Naomi Ōsaka
- Shelby Rogers
- Daria Saville

Le seguenti giocatrici sono entrate nel tabellone principale passando dalle qualificazioni:

- María Carlé
- Brenda Fruhvirtová
- Linda Fruhvirtová
- Varvara Gracheva
- Rebeka Masarova
- Bernarda Pera
- Aljaksandra Sasnovič
- Laura Siegemund
- Rebecca Šramková
- Clara Tauson
- Katie Volynets
- Renata Zarazúa

La seguenti giocatrici sono entrate in tabellone come lucky loser:
- Jaqueline Cristian
- Océane Dodin

### Ritiri
Prima del torneo
- Marie Bouzková → sostituita da  Cristina Bucșa
- Barbora Krejčíková → sostituita da  Jaqueline Cristian
- Petra Kvitová → sostituita da  Ashlyn Krueger
- Karolína Muchová → sostituita da  Anna Karolína Schmiedlová
- Jessica Pegula → sostituita da  Wang Yafan
- Karolína Plíšková → sostituita da  Mayar Sherif
- Elena Rybakina → sostituita da  Océane Dodin

## Partecipanti doppio WTA

### Teste di serie
| Nazione       | Giocatrice               | Nazione       | Giocatrice       | Ranking* | Testa di serie |
| ------------- | ------------------------ | ------------- | ---------------- | -------- | -------------- |
| Taipei cinese | Hsieh Su-wei             | Belgio        | Elise Mertens    | 3        | 1              |
| Stati Uniti   | Nicole Melichar-Martinez | Australia     | Ellen Perez      | 14       | 2              |
| Stati Uniti   | Coco Gauff               | Nuova Zelanda | Erin Routliffe   | 22       | 3              |
| Paesi Bassi   | Demi Schuurs             | Brasile       | Luisa Stefani    | 22       | 4              |
| Rep. Ceca     | Kateřina Siniaková       | Stati Uniti   | Taylor Townsend  | 24       | 5              |
| Ucraina       | Ljudmyla Kičenok         | Lettonia      | Jeļena Ostapenko | 37       | 6              |
| Rep. Ceca     | Barbora Krejčíková       | Germania      | Laura Siegemund  | 38       | 7              |
| Stati Uniti   | Caroline Dolehide        | Stati Uniti   | Desirae Krawczyk | 45       | 8              |

- Ranking al 6 maggio 2024.

### Altre partecipanti
Le seguenti coppie di giocatrici hanno ricevuto una wild card per il tabellone principale:
- Anastasia Abbagnato /  Aurora Zantedeschi
- Anna Kalinskaja /  Elena Vesnina
- Angelica Moratelli /  Camilla Rosatello

Le seguenti coppie di giocatrici sono entrate in tabellone utilizzando il ranking protetto:
- Shūko Aoyama /  Aleksandra Krunić
- Wang Xinyu /  Zheng Saisai

Le seguenti coppie di giocatrici sono subentrate in tabellone come alternate:
- Ekaterina Aleksandrova /  Jana Sizikova
- Wang Xiyu /  Yuan Yue

### Ritiri
Prima del torneo
- Anna Blinkova /  Ljudmila Samsonova → sostituite da  Wang Xiyu /  Yuan Yue
- Barbora Krejčíková /  Laura Siegemund → sostituite da  Ekaterina Aleksandrova /  Jana Sizikova

## Punti
| Torneo              | V    | F   | SF  | QF  | 4T   | 3T   | 2T  | 1T | Q    | Q2   | Q1   |
| Singolare maschile  | 1000 | 650 | 400 | 200 | 100  | 50   | 30* | 10 | 20   | 10   | 0    |
| Doppio maschile     | 1000 | 600 | 360 | 180 | N.D. | N.D. | 90  | 0  | N.D. | N.D. | N.D. |
| Singolare femminile | 1000 | 650 | 390 | 215 | 120  | 65   | 35* | 10 | 30   | 20   | 2    |
| Doppio femminile    | 1000 | 650 | 390 | 215 | N.D. | N.D. | 120 | 10 | N.D. | N.D. | N.D. |

* I giocatori con un bye ricevono i punti del primo turno.

## Montepremi
| Torneo              | V         | F         | SF        | QF        | 4T       | 3T       | 2T       | 1T       | Q2       | Q1      |
| Singolare maschile  | 963 225 € | 512 260 € | 284 590 € | 161 995 € | 88 440 € | 51 665 € | 30 225 € | 20 360 € | 11 820 € | 6 130 € |
| Singolare femminile | 699 690 € | 365 015 € | 192 405 € | 99 160 €  | 52 480 € | 30 435 € | 16 965 € | 10 495 € | 8 030 €  | 4 175 € |
| Doppio maschile*    | 391 680 € | 207 660 € | 111 360 € | 55 690 €  | N.D.     | N.D.     | 29 860 € | 16 320 € | N.D.     | N.D.    |
| Doppio femminile*   | 244 310 € | 129 320 € | 69 460 €  | 34 740 €  | N.D.     | N.D.     | 18 560 € | 10 180 € | N.D.     | N.D.    |

*per team

## Campioni

### Singolare maschile
Alexander Zverev ha sconfitto in finale  Nicolás Jarry con il punteggio di 6-4, 7-5.
- È il ventiduesimo titolo in carriera per Zverev, il primo in stagione e il secondo nel torneo.

### Singolare femminile
Iga Świątek ha sconfitto in finale  Aryna Sabalenka con il punteggio di 6-2, 6-3.
- È il ventunesimo titolo in carriera per Świątek, il quarto in stagione e il terzo nel torneo.

### Doppio maschile
Marcel Granollers /  Horacio Zeballos hanno sconfitto in finale  Marcelo Arévalo /  Mate Pavić con il punteggio di 6-2, 6-2.

### Doppio femminile
Sara Errani /  Jasmine Paolini hanno sconfitto in finale  Coco Gauff /  Erin Routliffe con il punteggio di 6-3, 4-6, [10-8].